# Modelismo espacial

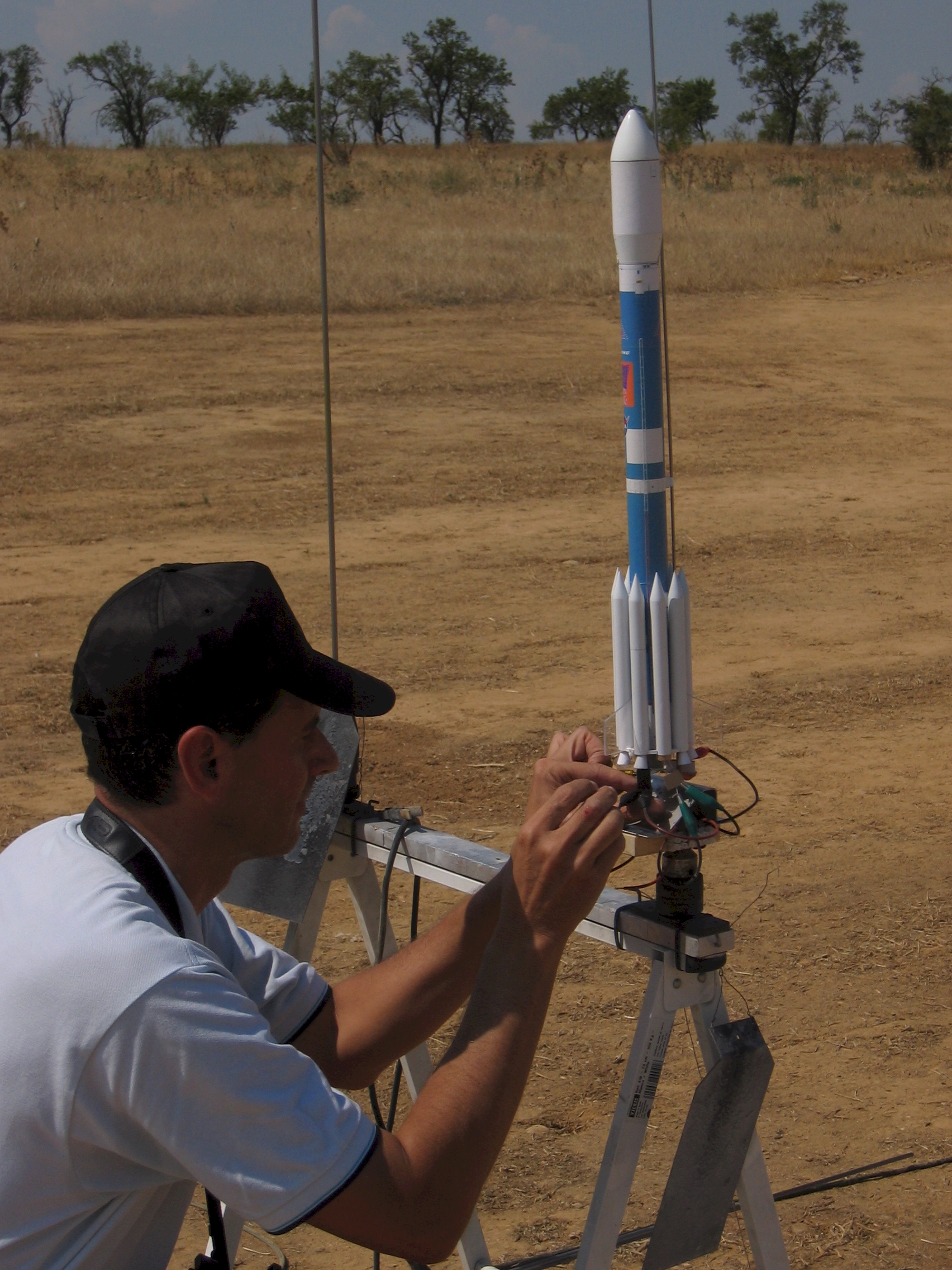
Un modelista espacial prepara su modelo a escala de un cohete Delta II para ser lanzado. Encuentro internacional de Modelistas espaciales "Spanish Rocketry Meeting" (SRM 2009), en Alcolea de Cinca (Huesca).

El modelismo espacial es una actividad lúdica, deportiva y educativa que consiste en construir modelos de cohete, bien a escala de los cohetes reales o bien modelos de diseño propio, los cuales obedecen a las mismas leyes físicas de los cohetes reales en cuanto al vuelo parabólico y orbital. Estos modelos pueden lanzarse repetidamente y recuperarse de forma segura, utilizando siempre motores-cohete comerciales, y empleando en su construcción materiales ligeros y no metálicos. 

En el ámbito de la competición deportiva, el modelismo espacial está considerado como un deporte-ciencia, y se rige por la Normativa FAI donde posee una categoría propia, y en la que el modelista espacial puede competir en diferentes modalidades. 

El modelismo espacial como actividad educativa y disciplinar abarca diferentes áreas del conocimiento muy relacionadas con el desarrollo científico y la investigación aeroespacial como son la física, la química, la aerodinámica, las matemáticas, la electrónica, la informática, el diseño asistido por ordenador (CAD), etc. En EE. UU. el modelismo espacial se imparte en las escuelas como asignatura optativa, con el fin de fomentar la ciencia, el trabajo en equipo, y el compañerismo entre los jóvenes y futuros ingenieros aeroespaciales. 

El modelismo espacial es considerado también, en el aspecto lúdico, como un hobby entre quienes lo practican de forma amateur por todo el mundo. Muchos de estos aficionados provienen del campo del aeromodelismo. Su práctica se rige por el Código de seguridad NAR de riguroso cumplimiento por todos los clubs y asociaciones de modelistas espaciales de todo el mundo. 

El modelismo espacial es una actividad separada pero complementaria a la de la cohetería experimental, la cual es mucho más extensa y compleja. En la cohetería experimental el modelista, además de diseñar y construir sus propios modelos de cohete, también construye sus propios motores-cohete de forma artesanal. 

## Origen del modelismo espacial
El modelismo espacial junto con la cohetería experimental, surgió en EE. UU. de la mano de Orville Carlisle, y su hermano Robert en el año 1953. Orville era un licenciado y experto en pirotecnia, y su hermano Robert un joven aeromodelista. Ambos diseñaron los primeros motores y modelos de cohete partiendo de un trabajo de física que Robert tenía que presentar en su colegio, en el que explicaría los principios del vuelo de aeronaves con propulsores-cohete. 

Motivados por la carrera espacial iniciada con la puesta en órbita del primer satélite artificial “Sputnik” (Oct. 1957), muchos jóvenes estadounidenses comenzaron a diseñar y construir sus propios cohetes. Sin embargo el diseño, la construcción y la fabricación de motores caseros, era una actividad extremadamente peligrosa. La American Rocket Society (ahora la American Institute of Aeronautics and Astronautics, AIAA) estimó que en aquellos tiempos, cerca de uno de cada siete coheteros amateur resultó herido gravemente practicando su afición. Estos aficionados trataban de construir los cohetes enteramente de partes metálicas, y mezclaban peligrosos compuestos químicos para fabricar los motores. Los resultados fueron desastrosos, muchos de estos modelos estallaban como bombas. La opinión pública en EE. UU. comenzó a reclamar que la actividad fuera prohibida y declarada ilegal. 

En enero de 1958 Orville Carlisle, convencido de que sus motores eran seguros, envió algunos de sus cohetes y motores a G. Harry Stine. El Sr. Stine, que era oficial de seguridad del campo de lanzamientos en la base aérea de White Sands, construyó y voló los modelos que Orville le envió, y entonces redactó el primer Código de Seguridad para la práctica de esta actividad, conocido como el PinkBook o Libro Rosa por el color de sus tapas. 

Con la aparición de los primeros motores comerciales, más seguros y estables, junto con el primer Código de Seguridad, se eliminó el aspecto más peligroso en la práctica de la cohetería amateur. El primer modelo de cohete construido y patentado por Orville, estaba hecho de papel y madera de balsa, lo llamó “Rock-A-Chute Mark I” y estaba propulsado por un motor desechable DuPont de clase G, y de combustible sólido basado en pólvora negra. 

Tras los pasos iniciados por Orville siguieron otros muchos jóvenes americanos que desarrollaron esta actividad en eventos privados entre amigos. Más tarde, a principios de los años 60, aparecieron los primeros Clubs y Asociaciones de modelistas espaciales como la National Assotiation of Rocketry (NAR). Algunos de sus socios miembros y fundadores como Homer Hickam, Jim Barrowman, entre muchos otros, llegaron a trabajar como destacados ingenieros en la NASA. 

A mediados de los 60, y sobre todo con la llegada del hombre a la Luna en 1969, la afición por el Modelismo Espacial se extendió rápidamente por todo el mundo.

## El modelismo espacial en España
Nadie ignora que en España existe una gran tradición y una gran afición por la pólvora. Desde hace ya algunos años, el creciente interés por la Astronáutica ha tenido su reflejo en el mundo del modelo reducido como una entidad propia, y en consecuencia aún hoy existe una creciente afición por esta actividad. El Modelismo Espacial en España surge a finales de los años 50 como una actividad lúdica muy dispersa y aislada, también aparece de forma ocasional como una actividad de exhibición en algunos colegios, y como actividad complementaria en algunas asociaciones astronómicas. Pero debido a un grave incidente ocurrido en 1959, esta actividad estuvo prohibida durante 12 años. Finalmente en el año 1971, y con la aparición de motores-cohete más seguros junto con una normativa de seguridad internacionalmente aceptada, se consiguió levantar dicha prohibición comenzando así una nueva etapa para el Modelismo Espacial en España. 

Con el objetivo de reunir a todos estos aficionados al Modelismo Espacial repartidos por todo el territorio nacional, surge en el año 2002 el primer club dedicado principalmente a esta actividad, el Club SpainRocketry. Este club actualmente ostenta la Prefectura de Tripoli Association Inc. en España, y proporciona al aficionado un entrorno seguro, de compañerismo, y de intercambio de experiencias en el desarrollo y la práctica del Modelismo Espacial. 

El Club SpainRocketry organiza cada año un encuentro internacional de modelistas espaciales, denominado "Spanish Rocketry Meeting" (SRM) al que acuden expertos modelistas nacionales y extranjeros, así como aficionados amateur, estudiantes de Ingeniería Aeronáutica y Ciencias Aeroespaciales de diferentes Universidades. También acuden expertos en Cohetería Experimental que prueban sus motores artesanales, tanto en Banco de pruebas estáticas (BEMQ), como en sus propios modelos. 

Por otro lado, también la RFAE (Real Federación Aeronáutica Española), organiza anualmente competiciones de Modelismo Espacial en diferentes modalidades bajo la Normativa FAI. La Real Federación Aeronáutica Española está integrada en la FAI (Federación Aeronáutica Internacional), y su presencia en España está representada por las diferentes Federaciones Autonómicas de Deportes Aéreos. En las Federaciones Autonómicas se integran los Clubes y Asociaciones, y en ellos se integran los deportistas que practican el Modelismo Espacial y participan en las competiciones autonómicas, nacionales e internacionales.

- Las competiciones autonómicas son aquellas que son organizadas por los Clubes en el ámbito Autonómico, y en ellas se realiza una primera clasificación conforme a la puntuación alcanzada.

- Las competiciones nacionales son organizadas por los Clubes en nombre de la RFAE, y de los resultados de las mismas se realiza una clasificación a nivel nacional, de donde son seleccionados los deportistas que participarán en las siguientes competiciones Internacionales.

- Las competiciones Internacionales se celebran en los diferentes países integrados en la Federación Aeronáutica Internacional, y son organizadas por los clubes en nombre de la FAI previa autorización de éste organismo.

Las modalidades para competición FAI en modelismo espacial son: 

| S1A | Altura                |
| S3A | Duración paracaídas   |
| S4A | Duración planeo       |
| S6A | Duración banderola    |
| S7  | Modelos a escala      |
| S9  | Duración girocopteros |

En el europeo de 1975, los deportistas españoles consiguieron un campeón individual, un tercero individual y dos veces campeón por equipos en las subclases en las que participaron, S3A y S6A. Estos logros dieron lugar a que se contara con España en los siguientes Campeonatos Internacionales, tanto en Open, como Continentales y Mundiales. Otros muchos deportistas españoles, en diferentes selecciones españolas, hicieron posible que entre 1971 y 1993 fuera reconocida en el mundo del modelismo espacial entre las mejores selecciones. Cabe destacar que en el Campeonato mundial de Modelismo Espacial celebrado en EE. UU. en el año 1980, la selección española consiguió la Medalla de Oro individual en la modalidad S3A (conseguida por Luis Ignoto Ledo), la medalla de bronce (conseguida por José Ignoto Ledo, hermano del anterior) y un cuarto puesto (conseguido por Alberto Marina Alonso) tras un vuelo de desempate entre los cuatro primeros clasificados, que habían empatado con 3 vuelos máximos en sus 3 lanzamientos reglamentarios; con estas 3 posiciones, la selección de España logró obtener el oro por equipos en S3A; también consiguió la medalla de Bronce en S4A.
Desde entonces, prácticamente en todos los campeonatos europeos e Internacionales la selección española ha cosechado medallas y triunfos en la gran mayoría de modalidades. En el último campeonato del Mundo en USA 2023 la selección española consiguió 2 Oros, 3 platas y 4 bronces. Es una de las disciplinas deportivas con más deportistas de alto nivel (DAN) reconocidos en España.

## Partes de un modelo de cohete básico

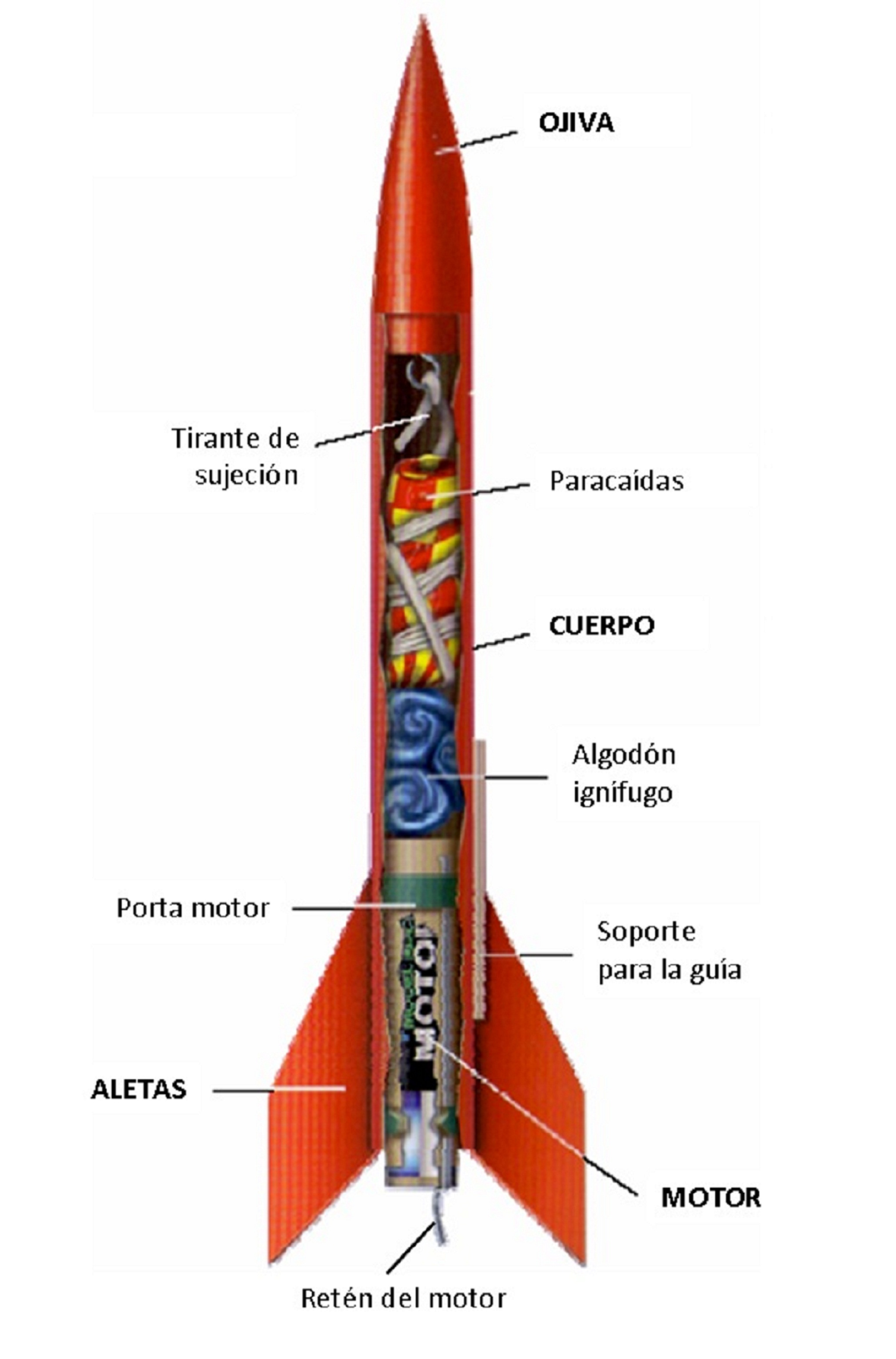
Partes de un modelo de cohete básico.

Las partes de un modelo de cohete básico son: 

- La ojiva: Es la parte del cohete que "abre camino" durante el vuelo, por tanto es la parte que genera el mayor arrastre aerodinámico. Existen numerosas formas de ojiva, pero todas tienen una función importante en la aerodinámica del cohete.

- El cuerpo: Esta parte del modelo suele consistir en un tubo alargado y delgado. Constituye principalmente el fuselaje del cohete sobre el cual van adosadas las aletas estabilizadoras y un pequeño tubo por el que se desliza el modelo a lo largo de una varilla. Esta varilla se denomina "Guía de lanzamiento", y se utiliza para que el cohete adquiera una dirección inicial en el momento de despegar. En su interior contiene el dispositivo de recuperación y el motor.

- Las aletas: Las formas de las aletas son muy variadas, pero en definitiva son superficies planas que sirven para estabilizar el modelo durante el vuelo. A diferencia de las alas de un avión, las aletas de un modelo de cohete son más pequeñas y las superficies son iguales por ambas caras.

- El motor: Es el encargado de proporcionar el impulso necesario para mover el cohete. El motor va alojado en un tubo porta motor, y permanece sujeto mediante una horquilla que impide que este se desplace por dentro del cuerpo.

Conforme al Código de Seguridad NAR, todas las partes principales de un modelo de cohete deben construirse con materiales ligeros no metálicos. Asimismo, el encendido de los motores debe realizarse siempre mediante dispositivos electrónicos.

## Clasificación de los motores para modelos espaciales
Los motores para los modelos espaciales utilizan un propergol que es un tipo de propelente que no necesita del oxígeno del aire para funcionar, ya que el oxígeno y el combustible que necesita van íntimamente ligados en su composición química. En un motor-cohete que utiliza un propulsor sólido, una vez iniciada la combustión del propelente, ya no puede detenerse hasta que todo el propelente se haya consumido. El tipo de propulsor más utilizado por los modelistas espaciales es el motor de propelente sólido. El motor-cohete es el responsable de proporcionar el empuje necesario para impulsar el modelo. Los motores comerciales de propelente sólido pueden ser: 

- De un solo uso (SU, del inglés Single Use): Son motores que una vez utilizados ya no pueden volver a ser recargados y por tanto son desechados.

- Recargables (RMS, del inglés Reload Motor System): Son motores cuyas características de fabricación, tanto de la carcasa como de sus cierres anterior y posterior (hardware), permiten su reutilización. Para su funcionamiento se utilizan las recargas de propulsión, las cuales se adquieren de forma separada al hardware. Estas recargas son específicas para usar con un determinado tipo de hardware. También existe un tipo de motor comercial recargable denominado Motor híbrido, el cual utiliza un propelente de dos componentes separados: un sólido (PVC) y un gas oxidante (NOX, Óxido Nitroso). Este tipo de motor se utiliza principalmente en los modelos de cohete de alta potencia o "High Power Rockets" (HPR).

Tanto los motores comerciales como los experimentales se clasifican mediante una letra en función del Impulso total (Newtons·seg) que entregan. En la siguiente tabla se muestra la clasificación de los motores hasta la Clase "O": 

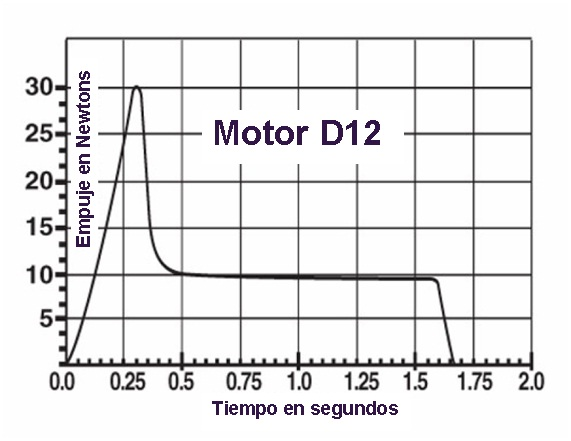
Curva de empuje de un motor ESTES D12 para modelos de cohete.

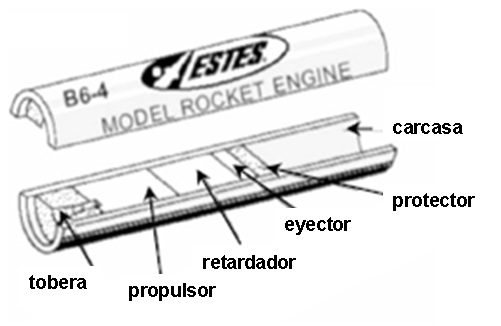
Partes de un motor de pólvora de un solo uso.

| Clase | Impulso total (Ns)  | Tipo de propelente  | Tipo de motor        |
| ----- | ------------------- | ------------------- | -------------------- |
| 1/4 A | de 0,312 a 0,625    | BP                  | SU                   |
| 1/2 A | de 0,626 a 1,25     | BP                  | SU                   |
| A     | de 1,26 a 2,5       | BP                  | SU                   |
| B     | de 2,6 a 5          | BP                  | SU                   |
| C     | de 5,01 a 10        | BP                  | SU                   |
| D     | de 10,01 a 20       | BP                  | SU                   |
| E     | de 20,01 a 40       | BP / Composite      | SU / Recargable      |
| F     | de 40,01 a 80       | BP / Composite      | SU / Recargable      |
| G     | de 80,01 a 160      | Composite           | SU / Recargable      |
| H     | de 160,01 a 320     | Composite           | Recargable           |
| I     | de 320,01 a 640     | Composite / PVC-NOX | Recargable / Híbrido |
| J     | de 640,01 a 1280    | Composite / PVC-NOX | Recargable / Híbrido |
| K     | de 1280,01 a 2560   | Composite / PVC-NOX | Recargable / Híbrido |
| L     | de 2560,01 a 5120   | Composite / PVC-NOX | Recargable / Híbrido |
| M     | de 5120,01 a 10240  | Composite / PVC-NOX | Recargable / Híbrido |
| N     | de 10240,01 a 20480 | Composite / PVC-NOX | Recargable / Híbrido |
| O     | de 20480,01 a 40560 | Composite / PVC-NOX | Recargable / Híbrido |

BP: Pólvora negra, SU: Un solo uso.

## Clasificación de los modelos espaciales
Existe una gran variedad de modelos de cohete, tanto comerciales como de diseño propio, de una única fase o de varias, lanzaderas, planeadores, girocópteros, cohetes de sondeo, cohetes de agua, cohetes de competición FAI, etc. Pero principalmente se clasifican por el impulso de los motores que utilizan. Así, los modelos de cohete se clasifican en: 
- Micro cohetes: Son modelos de cohete de muy reducidas dimensiones y muy poco peso que utilizan motores cuyo Impulso total es inferior o igual a los de la Clase "B".

- Cohetes de bajo impulso: Son modelos de peso inferior a 500 gramos que utilizan motores cuyo Impulso total se encuentra entre la Clase "C" y la Clase "E".

- Cohetes de medio impulso: Son modelos de peso inferior a 1.500 gramos que utilizan motores cuyo Impulso total corresponde a los de la Clase "F" o "G".

- Cohetes de alto impulso: En inglés "High Power Rockets" (HPR), son modelos que pesan más de 1.500 gramos y utilizan motores cuyo Impulso total corresponde a los de la Clase "H" o superior.

Todos ellos deben estar dotados de un dispositivo de recuperación y deben ser capaces de desplegarlo en algún instante durante su regreso a tierra. El sistema de recuperación por excelencia entre los modelistas espaciales es el paracaídas.

## Fases del vuelo de un modelo de cohete

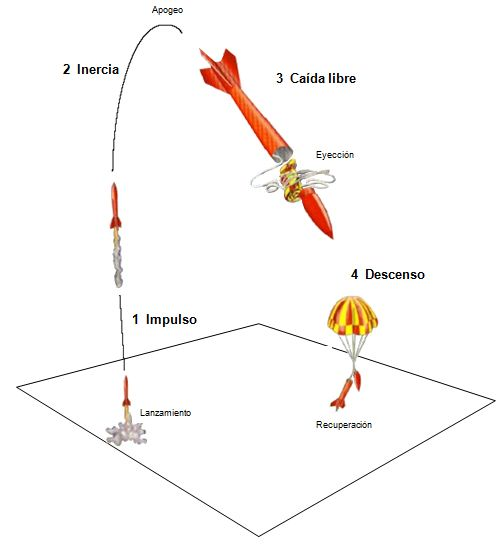
Fases del vuelo de un modelo de cohete básico.

Desde su despegue y hasta que finaliza el vuelo, las fases del vuelo de un modelo de cohete son: 
- Fase de impulso: Comienza en el instante del despegue y finaliza cuando el motor se apaga. En esta fase, el modelo acelera hasta que el motor agota el propelente, alcanzando su máxima velocidad.

- Fase de inercia: Comienza desde que el motor se apaga, hasta que el modelo alcanza su máxima altitud o apogeo. En esta fase, el motor ya ha agotado todo el propelente y el modelo continúa ascendiendo por inercia y perdiendo velocidad hasta alcanzar la máxima altitud que es el apogeo, donde la velocidad vertical es nula.

- Fase de caída libre: Empieza en el punto de máxima altitud y finaliza en el instante en el que el modelo despliega su dispositivo de recuperación. En esta fase, el modelo comienza a caer libremente por la acción de la gravedad terrestre, acelerando progresivamente hasta que despliega su dispositivo de recuperación.

- Fase de descenso: Comienza en el instante en el que el modelo despliega totalmente su dispositivo de recuperación, y finaliza cuando el modelo toca el suelo y es recuperado. En esta fase, el modelo deja de acelerar bruscamente en su caída libre y comienza a descender con una determinada velocidad constante o velocidad límite, la cual dependerá de las características del dispositivo de recuperación empleado. Finalmente el modelo se recupera íntegro y puede volver a lanzarse.